# アルバート・モーラー・ジュニア
アルバート・モーラー・ジュニア（英語：R. Albert Mohler, Jr.、1959年10月19日 - ）は、アメリカ合衆国のキリスト教福音派の指導者、神学校教師。アメリカ南部バプテスト教会の南部バプテスト神学校第9代総長。
「聖書的真理を現代文化に根付かせるために献身する」ことを目的とした米国全国放送のラジオ番組『アルバート・モーラー・プログラム』のホスト。フォーカス・オン・ザ・ファミリーの理事。ビブリカル・マンフッド・アンド・ウーマンフッドの運営者の一員。